# Plectiscidea koponeni
Plectiscidea koponeni är en stekelart som beskrevs av Humala 2003. Plectiscidea koponeni ingår i släktet Plectiscidea och familjen brokparasitsteklar. Inga underarter finns listade i Catalogue of Life.